# Oberschulenberg
Oberschulenberg ist eine Siedlung in der Ortschaft Altenau-Schulenberg im Oberharz der Bergstadt Clausthal-Zellerfeld im niedersächsischen Landkreis Goslar.

## Lage
Der Ort befindet sich im Westen des Oberharzes. Zwei Kilometer östlich der Siedlung liegt Mittelschulenberg. Viereinhalb Kilometer südöstlich befindet sich die Bergstadt Altenau, neun Kilometer nördlich die Kreisstadt Goslar und fünf Kilometer südwestlich die Bergstadt Clausthal-Zellerfeld.

## Geschichte
Erster Bergbau bei Oberschulenberg wurde vom 12. bis ins 14. Jahrhundert betrieben. Die erste Ortsbezeichnung lautete Snavelle. Für die 1532 bei Oberschulenberg genannte Grube Sankt Anna, ist erstmals ein Zechenhaus errichtet wurden. Dieses Zechenhaus wurde durch den Dammbruch des Schalker Teichs 1733 zerstört und ein Jahr später neu aufgebaut. Es steht heute unter Denkmalschutz. 
Heute stehen neben dem Zechenhaus vier weitere Wohnhäuser, welche allesamt im 18. Jahrhundert gebaut wurden. Oberschulenberg gehörte zur Gemeinde Schulenberg im Oberharz, diese wurde am 1. Januar 2015 nach Clausthal-Zellerfeld eingemeindet.

## Verkehrsanbindung
Oberschulenberg liegt an der Landesstraße 517, die etwa vier Kilometer nordöstlich von der Bundesstraße 498 abzweigt und ebenfalls vier Kilometer westlich von Oberschulenberg bei Clausthal-Zellerfeld in die Bundesstraße 241 mündet.

## Sehenswürdigkeiten
- Festenburger Stollen, der 1559 aufgefahren wurde und dessen Mundloch neben dem Oberschulenberger Zechenhaus lag.[3]
- Grube Glücksrad, die im 18. Jahrhundert aufgegeben wurde.
- Unterer Schalker Teich, kleine Talsperre am Ortsrand